# Xã Hatfield, Quận Montgomery, Pennsylvania
Xã Hatfield (tiếng Anh: Hatfield Township) là một xã thuộc quận Montgomery, tiểu bang Pennsylvania, Hoa Kỳ. Năm 2010, dân số của xã này là 17.249 người.